# Nombre d'ona

Aquesta ona vibra dues vegades en un metre i, per tant, té una longitud d'ona de 0,5 m i un nombre d'ona de 2 m^{-1}.

El nombre d'ona és una magnitud de freqüència que indica el nombre de vegades que vibra una ona en una unitat de distància. En la literatura científica se sol representar amb la lletra grega nu amb virgulilla: {\displaystyle {\tilde {\nu }}}. Les seves unitats en el Sistema Internacional són els cicles per metre (o metres recíprocs, m-1). No obstant això, en camps com l'espectroscòpia d'infrarojos, resulta més útil emprar els cicles per centímetre (cm-1), una unitat que el sistema CGS també denomina Kayser (K).
El nombre d'ona es defineix com la inversa de la longitud d'ona: 
{\displaystyle {\tilde {\nu }}={\frac {1}{\lambda }}}
on λ és la longitud de l'ona en el medi.
El vector d'ona és el vector que apunta en la direcció de propagació de l'ona en qüestió i la magnitud del qual és el nombre d'ona.

## Nombre d'ona circular (ona sinusoidal plana)
El nombre d'ona circular o nombre d'ona angular, representat per la lletra k, és una magnitud derivada del nombre d'ona utilitzada per raons de simplicitat en l'equació que descriu com vibra una ona:
{\displaystyle f(x,t)=A\sin(kx-\omega t)}
Aquesta equació indica com la intensitat de la vibració f(x,t), a un temps t determinat i partint d'una posició inicial x determinada, és funció de l'amplitud de la vibració A, de la freqüència angular ω i del nombre d'ona angular k.
Per la seva forma sinusoidal, és més còmode expressar el nombre d'ona en radians per metre en lloc de cicles per metre. Sabent que un cicle comprèn 2π radians, a partir de la definició de nombre d'ona s'obté el nombre d'ona circular:
{\displaystyle k={\frac {2\pi }{\lambda }}}

## Nombre d'ona (cas general)
En el cas general la solució de l'equació d'ones

{\displaystyle \Delta \Psi -{\frac {1}{v^{2}}}{\frac {\partial ^{2}\Psi }{\partial t^{2}}}=0}

es pot expressar, en el cas d'una ona monocromàtica i estacionària, de la següent manera:

{\displaystyle \Psi (\mathbf {r} ,t)=A(\|\mathbf {r} \|)\left(\Phi _{1}(\mathbf {k} \cdot \mathbf {r} -\omega t)-\Phi _{2}(\mathbf {k} \cdot \mathbf {r} +\omega t)\right)}

On el nombre d'ona, en aquest cas, es relaciona amb la velocitat de l'ona, i ve donat per la següent relació amb la freqüència angular i la velocitat de propagació del front d'ona:

{\displaystyle \mathbf {k} \cdot \mathbf {v} =\omega ,\qquad \|\mathbf {k} \|={\frac {2\pi }{\lambda }}}